# هايدن ألين
هايدن ألين (بالإنجليزية: Hayden Allen)‏ مواليد 10 نوفمبر 1979 في دنيدن، هو لاعب كرة سلة نيوزلندي. بدأ مسيرته الاحترافية في سنة 1998. يلعب مع ساوثلاند شاركز في الدوري النيوزيلندي لكرة السلة كلاعب هجوم خلفي. يحمل الرقم 9. لعب مع نيو زيلاند بريكرز وأوكلاند ستارز.